# Az év magyar rögbijátékosa
1992 óta a Magyar Rögbi Szövetség a csapatok, szövetségi kapitányok és az elnökségi tagok szavazata alapján kihirdeti az adott év rögbijátékosát. 2006 óta a női versenyzők között is kiosztásra kerül a díj.

## Díjazottak
| Év   | Férfiak                                              | Nők               |
| ---- | ---------------------------------------------------- | ----------------- |
| 1992 | Veres Csaba és Kump László                           | –                 |
| 1993 | Horváth Imre                                         | –                 |
| 1994 | Kardos Attila                                        | –                 |
| 1995 | Rolf Stub                                            | –                 |
| 1996 | Makai Gábor                                          | –                 |
| 1997 | Hoffmann Mihály                                      | –                 |
| 1998 | Turi Pál                                             | –                 |
| 1999 | Koller Zoltán                                        | –                 |
| 2000 | Dobai Miklós                                         | –                 |
| 2001 | Tóth István                                          | –                 |
| 2002 | Nagy Zsolt                                           | –                 |
| 2003 | Madarász Viktor                                      | –                 |
| 2004 | Suiogan Károly                                       | –                 |
| 2005 | Heckel Zoltán                                        | –                 |
| 2006 | Túri Pál                                             | Pölöskei Petra    |
| 2007 | Suiogan Károly                                       | Papp Eszter       |
| 2008 | Novák Péter                                          | Pölöskei Petra    |
| 2009 | Gyurcsik Achilles                                    | Gyolcsos Mária    |
| 2010 | Garin Gabriel, Bán Gergő                             | Gyolcsos Mária    |
| 2011 | Tóth Máté, Gáspár Gergő                              | Fehér Csilla      |
| 2012 | Teisenhoffer László (VII), Collet Gregoire (XV)      | Fehér Csilla      |
| 2013 | Teisenhoffer László (VII), Nagyhegyesi Szabolcs (XV) | Fehér Csilla      |
| 2014 |                                                      |                   |
| 2015 | Collet Gergő (VII), Czakó Attila (XV)                | Vitéz Georgina    |
| 2016 | Drabbant Dávid (VII), Czakó Attila (XV)              | Gyolcsos Mária    |
| 2017 | Máthé Zoltán (VII), Czakó Attila (XV)                | Gránitz Zsuzsanna |
| 2018 | Teisenhoffer László (VII), Szabó Tamás (XV)          | Bata Zsófia       |
| 2019 | Suiogan Tímár (VII), Jung Szilárd (XV)               | Horváth Kitti     |
| 2020 | Stiglmayer Márk (VII), Ágotai Ákos (XV)              | Horváth Kitti     |
| 2021 | Czakó Attila (VII), Thomas Ducrocq (XV)              | Lencsés Luca      |
| 2022 | Gyurcsik Mózes (VII), Márki Roland (XV)              | Oláh Dorottya     |
| 2023 | Suiogan Tímár (VII), Stiglmayer Erik (XV)            | Vitéz Georgina    |
| 2024 | Suiogan Tímár (VII), Pintér Béla (XV)                | Nagy Maja         |